# Hexatoma tholopa
Hexatoma tholopa är en tvåvingeart som först beskrevs av Alexander 1931.  Hexatoma tholopa ingår i släktet Hexatoma och familjen småharkrankar. Inga underarter finns listade i Catalogue of Life.